# Liptena undularis
Liptena undularis är en fjärilsart som beskrevs av William Chapman Hewitson 1866. Liptena undularis ingår i släktet Liptena och familjen juvelvingar. Inga underarter finns listade i Catalogue of Life.

## Bildgalleri

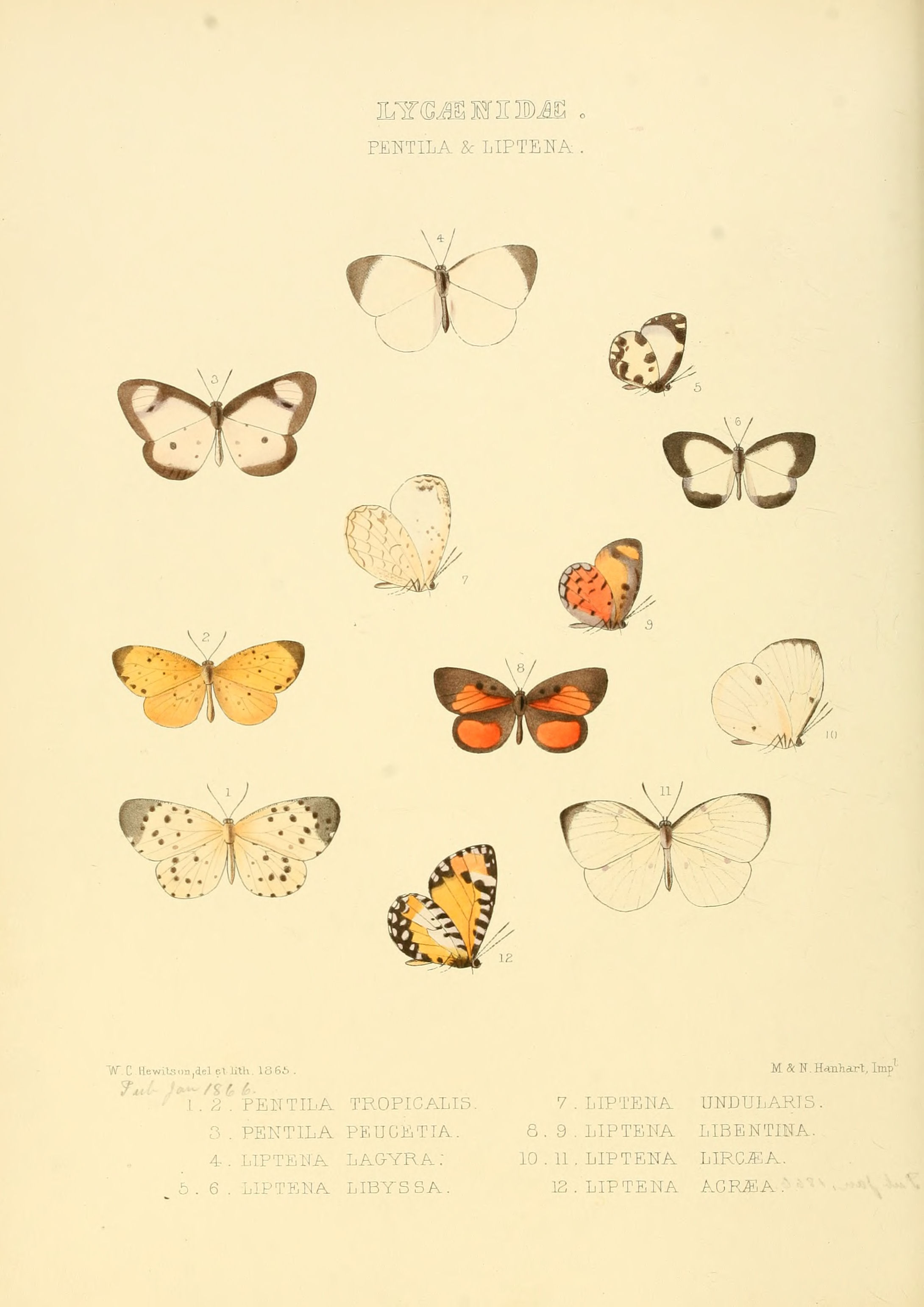